# 町田駅 (大分県)
町田駅（まちだえき）は、かつて大分県玖珠郡九重町大字町田にあった日本国有鉄道（国鉄）宮原線の駅（廃駅）である。

## 歴史

### 年表
- 1937年（昭和12年）6月27日：宮原線恵良 - 宝泉寺間開業により設置[1]。旅客のみ取り扱い[1]。開業当時の新聞では「簡易駅」として紹介されていた[2]。
- 1943年（昭和18年）9月1日：宮原線が不要不急線に選定され休止[1]。
- 1948年（昭和23年）4月1日：恵良 - 宝泉寺間営業再開[1]。貨物、荷物の取り扱い開始[1]。
- 1962年（昭和37年）4月1日：業務委託駅となる（日本交通観光社に委託）[3]。
- 1971年（昭和46年）2月20日：貨物取り扱い廃止[1]。
- 1974年（昭和49年）5月17日：荷物取り扱い廃止[4]。駅員無配置駅となる[5]。
- 1984年（昭和59年）12月1日：廃止[1]。

### 国鉄原町田駅との関係
廃止になる前の1980年4月1日に横浜線の原町田駅が町田駅に改称しているが、当時の国鉄側は当駅の存在を理由に難色を示した。しかし大下勝正町田市長（当時）が福島駅（福島県と大阪府にそれぞれ所在した）の重複を挙げて反論し、改名に至った。結果「横浜線町田駅」が成立した1980年より1984年の当駅廃止までの4年8ヵ月の間、「国鉄町田駅」は合わせて2箇所に存在していたことになる。

## 駅構造
廃止時点で、単式ホーム1面1線を持つ無人駅であった。

## 利用状況
廃止前の各年度の1日平均乗車人員は以下の通りである。
| 年度               | 1日平均 乗車人員 |
| ------------------ | ---------------- |
| 1975年（昭和50年） | 127              |
| 1980年（昭和55年） | 92               |
| 1984年（昭和59年） | 58               |

## 遺構
駅跡にプラットホームや駅名標が残る。

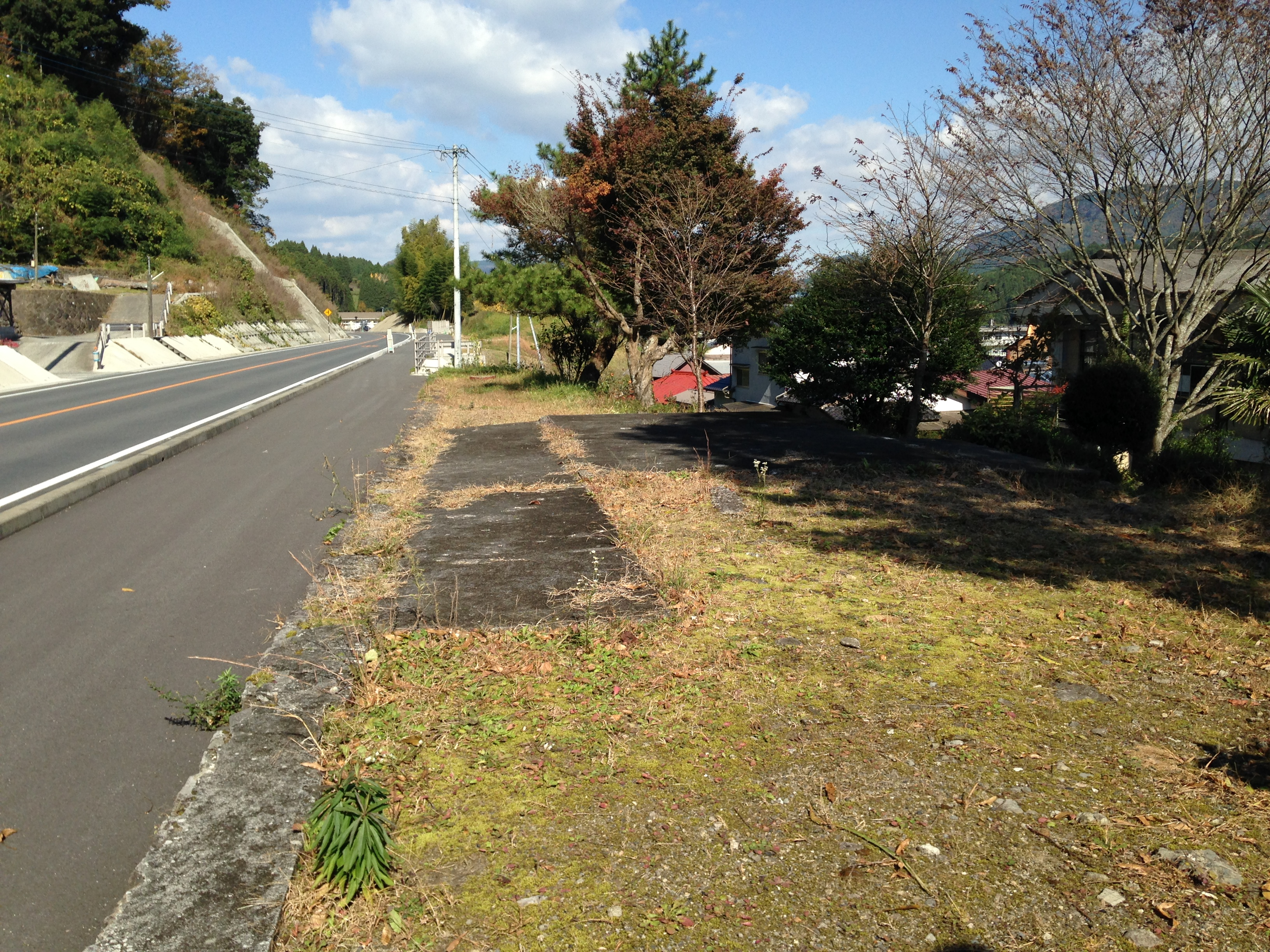
ホーム跡（2014年11月）

すぐ下を通る国道387号の道路脇（町田バス停横）に、『町田駅 MACHIDA STN. →』と表記された錆びついた案内板が残っている。
しかし、国道387号のバイパス工事（道路拡幅工事）により、ホームは半分ほど埋められてしまっている。当駅の前後の線路跡を含む3.3km区間には、2013年11月6日に町田バイパスが開通している。

## 隣の駅
日本国有鉄道
宮原線
恵良駅 - 町田駅 - 宝泉寺駅